# Charles Curran (théologien)
Pour les articles homonymes, voir Charles Curran et Curran.
Charles Curran, né le 30 mars 1934, est un théologien moral américain, qui enseigne actuellement à l'Université méthodiste du Sud à Dallas au Texas. 

## Biographie
Ordonné en 1958 pour le diocèse de Rochester, il poursuit ses études à Rome en 1961 à l'Académie alphonsienne ; il enseigne ensuite au séminaire de Rochester, puis, à partir de 1965, à l'Université catholique d'Amérique. En avril 1967, le conseil d'administration de l'université décide de ne pas renouveler sa charge d'enseignement, principalement en raison de son désaccord avec la doctrine romaine en matière de contraception. Néanmoins, après une grève impliquant de nombreux enseignants et étudiants de l'université, le conseil d'administration revient sur sa décision, et le promeut professeur associé titulaire. En 1968, il fait partie des 600 théologiens qui signent une réponse à critique l'encyclique Humanae Vitae. 
Curran continue ses activités de recherche et d'enseignement de l'Église sur divers sujets de mœurs, dont les relations pré-conjugales, la masturbation, l'avortement, le divorce, l'euthanasie et la fécondation in vitro pendant les années 1970 et 1980. Il est exclu de l'Université catholique d'Amérique en 1986 en raison de ses positions dissidentes ; la Congrégation pour la doctrine de la foi, dont Joseph Ratzinger est alors le préfet, le déclare « ni apte ni éligible pour enseigner la théologie catholique ». 
Après avoir enseigné en tant que professeur invité à l'université Cornell et à l'université d'Auburn, il obtient un poste à l'Université méthodiste du Sud.

## Œuvres
- The Origins of Moral Theology in the United States: Three Different Approaches, 1997
- Moral Theology at the End of the Century, 1999
- The Catholic Moral Tradition Today: A Synthesis, 1999
- Catholic Social Teaching 1891–Present: A Historical, Theological, and Ethical Analysis, 2002
- The Moral Theology of Pope John Paul II, 2005
- Loyal Dissent: Memoirs of a Catholic Theologian, 2006